# Baćica
Baćica (szerbül: Баћица), település Szerbiában, a Raškai körzet Tutini községében.

## Népesség
- 1948-ban 346 lakosa volt.
- 1953-ban 391 lakosa volt.
- 1961-ben 451 lakosa volt.
- 1971-ben 506 lakosa volt.
- 1981-ben 521 lakosa volt.
- 1991-ben 441 lakosa volt.
- 2002-ben 347 lakosa volt, akik közül 345 bosnyák (99,42%), 1 szerb (0,28%) és 1 ismeretlen..